# العلاقات اليابانية الإيطالية
العلاقات اليابانية الإيطالية هي العلاقات الثنائية التي تجمع بين اليابان وإيطاليا.

## مقارنة بين البلدين
هذه مقارنة عامة ومرجعية للدولتين:
| وجه المقارنة                                              | اليابان         | إيطاليا                                                  |
| --------------------------------------------------------- | --------------- | -------------------------------------------------------- |
| المساحة (كم2)                                             | 377.97 ألف      | 301.34 ألف                                               |
| عدد السكان (نسمة)                                         | 126.79 مليون    | 60.60 مليون                                              |
| الكثافة السكانية (ن./كم²)                                 | 335.45          | 201.1                                                    |
| العاصمة                                                   | طوكيو           | روما، فلورنسا، تورينو                                    |
| اللغة الرسمية                                             | اللغة اليابانية | اللغة الإيطالية                                          |
| العملة                                                    | ين ياباني       | يورو، ليرة إيطالية                                       |
| الناتج المحلي الإجمالي (بليون دولار)                      | 4.87 تريليون    | 1.93 تريليون                                             |
| الناتج المحلي الإجمالي (تعادل القوة الشرائية) بليون دولار | 5.18 تريليون    | 2.26 تريليون                                             |
| الناتج المحلي الإجمالي الاسمي للفرد دولار أمريكي          | 34.52 ألف       | 29.96 ألف                                                |
| الناتج المحلي الإجمالي للفرد دولار أمريكي                 | 36.62 ألف       | 35.46 ألف                                                |
| مؤشر التنمية البشرية                                      | 0.903           | 0.873                                                    |
| رمز المكالمات الدولي                                      | +81             | +39                                                      |
| رمز الإنترنت                                              | .jp             | .it                                                      |
| المنطقة الزمنية                                           | توقيت اليابان   | توقيت وسط أوروبا، ت ع م+01:00، ت ع م+02:00، أوروبا/روما ‏ |

## مدن متوأمة
في ما يلي قائمة باتفاقيات التوأمة بين مدن يابانية وإيطالية:
- ترتبط توكاماتشي مع كومو باتفاقية توأمة.
- ترتبط ميناميشيمبارا مع كييتي باتفاقية توأمة.
- ترتبط أوساكا مع ميلانو باتفاقية توأمة منذ 1974.
- ترتبط شيراكاوا مع ألبيروبيلو باتفاقية توأمة منذ 3 مارس 2005.[14][15]
- ترتبط كيوتو مع فلورنسا باتفاقية توأمة منذ 29 مايو 1963.[16][17][18][19]
- ترتبط ساكاهوجي [الإنجليزية]‏ مع مارانيلو باتفاقية توأمة.
- ترتبط كومانو مع سورينتو باتفاقية توأمة.
- ترتبط ناغويا مع تورينو باتفاقية توأمة منذ 16 فبراير 1978.
- ترتبط أوساكا مع لومبارديا باتفاقية توأمة منذ 26 نوفمبر 1984.[20][20][20][20]
- ترتبط أوكاوا مع بوردينوني باتفاقية توأمة.
- ترتبط قرى شيراكاواغو وجوكاياما التاريخية مع ألبيروبيلو باتفاقية توأمة.
- ترتبط إيشينوماكي مع تشيفيتافيكيا باتفاقية توأمة منذ 1 أكتوبر 1984.
- ترتبط تونو مع ساليرنو باتفاقية توأمة.
- ترتبط مياغي مع مقاطعة روما باتفاقية توأمة.[21]
- ترتبط توكي مع فاينزا باتفاقية توأمة منذ 23 أكتوبر 1979.
- ترتبط أوتسونوميا مع بييتراسانتا باتفاقية توأمة منذ 30 سبتمبر 1984.[22][23][24][25]
- ترتبط إيباراكي مع إميليا-رومانيا باتفاقية توأمة.
- ترتبط محافظة آوموري مع ليغوريا باتفاقية توأمة.[21]
- ترتبط مايه-باشي مع أورفييتو باتفاقية توأمة.
- ترتبط شيبوكاوا مع فولينيو باتفاقية توأمة.
- ترتبط طوكيو مع روما باتفاقية توأمة منذ 23 أكتوبر 1990.[26][26][27][27]
- ترتبط أتامي مع سانريمو باتفاقية توأمة.
- ترتبط إتو مع رييتي باتفاقية توأمة.
- ترتبط كوبه مع تيرني باتفاقية توأمة منذ 19 مايو 1969.
- ترتبط كاغوشيما مع نابولي باتفاقية توأمة منذ 7 نوفمبر 1969.
- ترتبط ناغاهاما مع فيرونا باتفاقية توأمة منذ 30 يوليو 1992.[28][29][29][30]
- ترتبط شيراكاوا [الإنجليزية]‏ مع بستويا باتفاقية توأمة.

## منظمات دولية مشتركة
يشترك البلدان في عضوية مجموعة من المنظمات الدولية، منها:
| علم المنظمة | اسم المنظمة                               | تاريخ انضمام اليابان | تاريخ انضمام إيطاليا |
| ----------- | ----------------------------------------- | -------------------- | -------------------- |
|             | مجموعة العشرين                            | ?                    | ?                    |
|             | منظمة التعاون الاقتصادي والتنمية          | ?                    | 29 مارس 1962         |
|             | منظمة التجارة العالمية                    | ?                    | 1995                 |
|             | الاتحاد البريدي العالمي                   | ?                    | ?                    |
|             | مجموعة الثماني                            | ?                    | ?                    |
|             | الوكالة الدولية للطاقة                    | ?                    | ?                    |
|             | مجموعة الموردين النوويين                  | ?                    | ?                    |
|             | يونسكو                                    | 2 يوليو 1951         | ?                    |
|             | الفريق المعني برصد الأرض                  | ?                    | ?                    |
|             | مؤسسة التمويل الدولية                     | 20 يوليو 1956        | 27 ديسمبر 1956       |
|             | المركز الدولي لتسوية المنازعات الاستشارية | 16 سبتمبر 1967       | 28 أبريل 1971        |
|             | بنك التنمية الآسيوي                       | 1966                 | 1966                 |
|             | منظمة حظر الأسلحة الكيميائية              | ?                    | ?                    |
|             | مؤسسة التنمية الدولية                     | 27 ديسمبر 1960       | 24 سبتمبر 1960       |
|             | مجموعة أستراليا                           | 1985                 | 1985                 |
|             | نظام تحكم تكنولوجيا القذائف               | 1987                 | 1987                 |
|             | وكالة ضمان الاستثمار متعدد الأطراف        | 12 أبريل 1988        | 29 أبريل 1988        |
|             | الاتحاد الدولي للاتصالات                  | 29 يناير 1879        | 1866                 |
|             | منظمة الشرطة الجنائية الدولية             | ?                    | ?                    |
|             | الأمم المتحدة                             | 18 ديسمبر 1956       | 14 ديسمبر 1955       |
|             | البنك الدولي للإنشاء والتعمير             | 13 أغسطس 1952        | 27 مارس 1947         |
|             | المنظمة الهيدروغرافية الدولية             | ?                    | ?                    |
|             | البنك الإفريقي للتنمية                    | ?                    | ?                    |

## أعلام
هذه قائمة لبعض الشخصيات التي تربطها علاقات بالبلدين:
- أكيرا فانتيني (لاعب كرة قدم ياباني، 24 مايو 1998 – )
- أنجيلا أكي (موسيقية يابانية، 15 سبتمبر 1977 – )
- أي (2 نوفمبر 1981 – )
- أيانا تاكيتاتسو (23 يونيو 1989[40] – )
- جيسيكا ميتشيباتا (21 أكتوبر 1984[41] – )
- روزا كاتو (ممثلة يابانية، 22 يونيو 1985[42] – )
- ماركوس توليو تاناكا (لاعب كرة قدم برازيلي، 24 أبريل 1981[43] – )
- ماكينو نوبواكي (سياسي ياباني، 24 نوفمبر 1861[44] – 25 يناير 1949[44])
- ناميه امورو (مغنية يابانية، 20 سبتمبر 1977[45] – )
- يوشيدا شيغه-رو (22 سبتمبر 1878[46][47][48] – 20 أكتوبر 1967[46][47][48])

## وصلات خارجية
- موقع وزارة الخارجية اليابانية
- موقع وزارة الخارجية الإيطالية